# Rosariazo
 

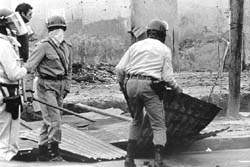
Imágenes del Rosariazo, por Andreis Christian.

El Rosariazo fue una serie de movimientos de protesta, incluyendo manifestaciones y huelgas, realizadas en la ciudad de Rosario, Santa Fe, Argentina, entre los meses de mayo y septiembre de 1969 y contra la dictadura de Juan Carlos Onganía. Se produjo en un clima de tensión generalizada contra la dictadura militar, como culminación de una escalada comenzada pocos días antes, el 13 de mayo en la provincia de Tucumán, donde los trabajadores del ingenio azucarero Amalia habían tomado las instalaciones en protesta por el impago de sus salarios. Al día siguiente, manifestaciones en la ciudad de Córdoba tomaron la calle contra la supresión del descanso dominical (el sábado inglés, vigente desde la década de 1920). 3500 obreros reunidos en asamblea para fijar la posición de su gremio se enfrentaron con la policía, lo que desembocó en un total de 11 heridos y 26 detenidos.

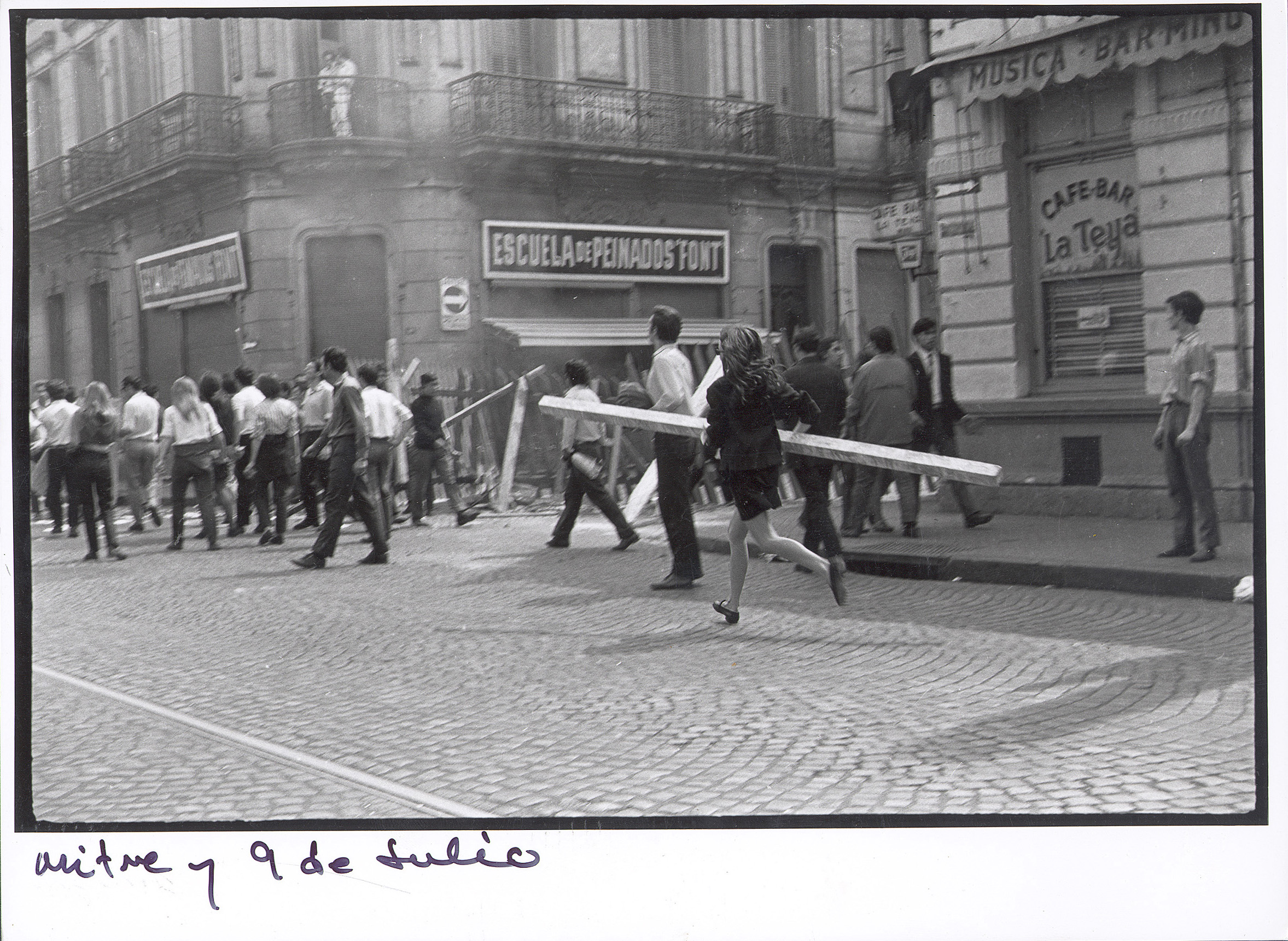
Una esquina céntrica durante el Rosariazo, por Carlos Saldi.

Al mismo tiempo, en la provincia de Corrientes, los estudiantes universitarios protestaron contra el anuncio de un aumento del 500 % en los precios del comedor universitario en un acto masivo conocido como el Correntinazo; durante el mismo la policía reprimió la marcha contra el rector Carlos Walker, matando al estudiante correntino Juan José Cabral. Los estudiantes rosarinos protestaron contra esas acciones, llevando a que la dictadura militar declarara la zona en emergencia y ordenara la imposición de la jurisdicción militar.
El legado del Rosariazo se mantiene a través del tiempo como un hito de protesta masiva en uno de los centros urbanos más importantes de Argentina, y se considera como uno de los hechos que motivaron y desembocaron en la lenta pero inexorable retirada de la dictadura militar que rigió en el país entre 1966 y 1973 y la vuelta a la democracia en los años setenta.

## Primer Rosariazo
El 16 de mayo, a causa de la inquietud producida por el repudio a los sucesos de Corrientes en la Facultad de Medicina, el rector de la Universidad Nacional de Rosario decidió la suspensión de las actividades durante tres días. Los estudiantes se congregaron en el Comedor Universitario, desde donde marcharon por el centro de la ciudad. Mientras tanto, desde la Capital Federal se anunció que se habían despachado refuerzos policiales a Corrientes y que la Gendarmería Nacional de Formosa estaba acuartelada en previsión de acontecimientos similares. 
Al día siguiente, un grupo de unos 400 estudiantes se reunió nuevamente frente al Comedor Universitario, lanzando volantes y haciendo estallar artefactos de estruendo. La policía reprimió la manifestación que coreaba "Acción, acción, acción para la liberación". Un periodista describió así los eventos:

Un grupo de estudiantes, perseguidos por la policía, corre por la calle Corrientes hacia el sur y dobla por Córdoba, desde Entre Ríos aparecen más policías disparando sus armas. Los estudiantes y decenas de sorprendidos transeúntes quedan encerrados… Algunos estudiantes junto a una docena de paseantes —incluidos varios niños— ingresan a la Galería Melipal. El lugar tiene una sola boca de entrada y salida, por lo que otra vez quedan atrapados a merced de los guardias.
Los agentes ingresan al edificio y reanudan la golpiza. Entre los policías se encuentra el oficial inspector Juan Agustín Lezcano, un ex empleado de la boite Franz y Fritz. La gente trata de evitar como puede la lluvia de golpes: se escuchan súplicas, llantos y alaridos. En medio de la confusión suena un disparo. Cuando la policía se repliega queda en el suelo, junto a la escalera que lleva a los pisos superiores, el cuerpo de Adolfo Bello con la cara ensangrentada.
Reynaldo Sietecase, citado en Ceruti & Sellares 2002

El estudiante Adolfo Bello murió pocas horas más tarde. El ministro del Interior, Guillermo Borda, atribuyó la responsabilidad de los hechos a la actividad política y gremial de la izquierda. La Confederación General del Trabajo de los Argentinos decretó el estado de alerta y citó a un plenario para el 20; mientras tanto, organizaba una olla popular para suplir el comedor, que había sido cerrado por orden de la autoridad. Las manifestaciones cobrarían cada vez más intensidad en los días siguientes.
El 20 de mayo, los estudiantes rosarinos anunciaron un paro nacional. Medidas similares tuvieron lugar en otras provincias: en Córdoba se realizó una marcha del silencio, en Corrientes, los docentes pidieron la destitución de las autoridades universitarias y en Mendoza se dispuso un paro de actividades y una marcha del silencio.

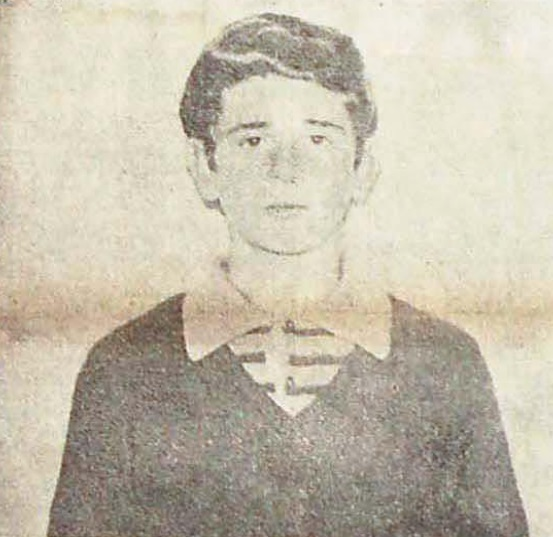
Luis Norberto Blanco, estudiante de 15 años asesinado en el Rosariazo. Foto del diario de la CGT de los Argentinos.

El 21 de mayo, las agrupaciones estudiantiles universitarias y de enseñanzas secundarias de Rosario y la CGTA convocaron a una nueva marcha de protesta, que partiría desde la olla popular instalada frente al local de la CGTA. Raimundo Ongaro fue uno de los oradores en la asamblea previa. Las fuerzas de seguridad, mientras tanto, acordonaron la zona con fuerzas de infantería, caballería y vehículos blindados, instando a los manifestantes a disolver la concentración. Pese al operativo de seguridad se congregaron más de 4000 personas. Cuando iniciaron la movilización fueron reprimidos con gases lacrimógenos y fuerza física por la policía. El enfrentamiento devino campal, montándose barricadas en las calles y encendiéndose hogueras. Durante horas la policía intentó contener a los manifestantes, pero finalmente debió retirarse. Los manifestantes intentaron brevemente tomar la Jefatura de Policía, pero renunciaron a la idea y ocuparon el rectorado de la Universidad y la sede de transmisión de LT8 Radio Rosario en la cual participó el "trucha" Vanrell. Un balazo policial abatió al obrero y estudiante Luis Norberto Blanco, de 15 años. Las fuerzas de seguridad atacaron también al médico que lo asistía y el joven murió pocos minutos más tarde.
Desde la madrugada del 22, Rosario fue declarada zona de emergencia bajo jurisdicción militar. El general Roberto Fonseca quedó al frente del gobierno. Entre patrullas de gendarmería, 89 personas fueron detenidas como consecuencia de la marcha. El 23, un grupo de 38 sindicatos dispuso la realización de un masivo paro industrial. Junto con una declaración de los sectores de la Iglesia más afines a los grupos obreros, la huelga fue un duro revés para el gobierno. Más de 7000 personas acompañaron al féretro de Blanco en su procesión hacia el cementerio y los obreros de la Unión Ferroviaria, que había adherido al paro, se manifestaron contra la suspensión de los delegados que tomaron la medida. El conflicto en los ferrocarriles sería agudo y desembocaría directamente en el Segundo Rosariazo pocos meses más tarde. Mientras tanto, la oposición al gobierno se materializaba en la negativa de numerosos eclesiásticos a celebrar el Te Deum del 25 de mayo y pocos días más tarde en la insurrección del Cordobazo, seguido de un paro nacional. Cuando el 20 de junio el general Onganía visitó el rosarino Monumento a la Bandera, la CGT lo declaró persona non grata.

## Segundo Rosariazo
Los eventos del primer Rosariazo y el Cordobazo llevaron a que el gobierno militar interviniera la Unión Ferroviaria (UF). Los convenios de trabajo fueron modificados unilateralmente, los dirigentes gremiales fueron encarcelados y se aplicó una reducción universal de sueldos. La tensión iría in crescendo y no tardaría en volver a detonar. El 7 de septiembre, los estudiantes de Rosario volvieron a las calles para conmemorar la muerte de los caídos en el conflicto con las fuerzas represivas. Al día siguiente, los delegados de la sección Rosario de la UF comenzaron una huelga en protesta por la suspensión del delegado administrativo Mario J. Horat, que había sido penalizado por promover la adhesión a los paros efectuados contra el gobierno. Más de 4.000 trabajadores se sumaron a la medida y esa misma noche se decidió prolongarla por 72 horas. Otras seccionales y agrupaciones se adhirieron a la medida.
Ante el gran seguimiento del paro en Rosario, Arroyo Seco, Cañada de Gómez, Casilda, Empalme, San Nicolás y Villa Constitución, la empresa anunció medidas de suspensión, a lo que los delegados ferroviarios respondieron declarando la huelga por tiempo indeterminado. La adhesión a la misma se extendió por todo el país.
El gobierno nacional, mediante el decreto 5324/69, ordenó la aplicación de la Ley 14.467, de Defensa Civil, disponiendo la movilización de todo el personal ferroviario bajo el Código de Justicia Militar y criminalizando por lo tanto la medida de fuerza. A partir del 16, la CGT en pleno se sumó a la protesta, así como las asociaciones estudiantiles y políticas. Mientras tanto, las medidas de fuerza se extendían por el país, con la ocupación de varias fábricas en Córdoba y un levantamiento masivo en Cipolletti (provincia de Río Negro). 
El 16 de septiembre, a partir de las 10 de la mañana, comenzó la convergencia de columnas de trabajadores, estudiantes y otros manifestantes en dirección al local de la CGT. Una columna de más de 7000 obreros ferroviarios se dirigió a los molinos harineros Minetti desde el local de La Fraternidad. Se le sumaron otras compuestas por obreros textiles, vidrieros, albañiles, eléctricos, frigoríficos y metalúrgicos. Además de los sindicatos del ferrocarril, la Asociación Bancaria, la Asociación de Trabajadores del Estado, la Federación de Obreros y Empleados de Correos y Telecomunicaciones, la Federación de Obreros y Empleados Telefónicos de la República Argentina, la Federación de Trabajadores de la Industria de la Alimentación, el Sindicato del Seguro, el Sindicato de Obreros Jaboneros, el Sindicato de la Carne, el Sindicato Unidos Petroleros de Estado, el Sindicato Luz y Fuerza, el Sindicato de Trabajadores Químicos y Petroquímicos, el Sindicato de Obreros y Empleados Papeleros, el Sindicato Obrero de la Industria del Vidrio y Afines, el Sindicato de Obreros Panaderos, la Unión de Trabajadores Hoteleros y Gastronómicos de la República Argentina y la Unión Obrera Metalúrgica se adhirieron a la medida. Los tranviarios y transportistas fueron las más importantes de las asociaciones que se negaron a acatarla, lo que se reflejó en la quema de transportes.

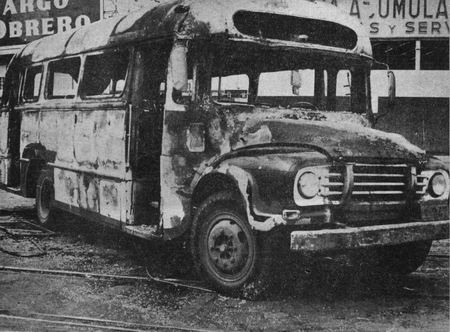
Colectivo quemado por los manifestantes.

Ante la resistencia policial, los manifestantes volvieron a erigir barricadas y a enfrentarse abiertamente a las fuerzas de seguridad. Los vehículos policiales y de transporte público fueron incendiados y la manifestación logró avanzar, haciendo retroceder a la policía hacia unas pocas plazas fuertes formadas por las sedes institucionales, en particular la del Comando del II Cuerpo de Ejército y la Jefatura de Policía. 
El conflicto se extendió a los barrios, de donde se repelió a la policía. Un total de unos 250.000 manifestantes lograron mantener el control de la situación durante todo el día. No fue hasta el 17 cuando el Ejército reemplazó a las fuerzas de seguridad, informando un comunicado del general Herberto Robinson, que abrió fuego contra cualquier grupo que se le opuso. Se conformaron tribunales militares ad hoc. El entonces coronel Leopoldo Fortunato Galtieri comandaba las fuerzas del arma de artillería que llevaron a cabo la acción a partir de las 21:00. La resistencia en algunos barrios continuó aún otro día más, hasta que los militares tomaron control de toda la ciudad.